# Canudos (Belém)
Canudos é um bairro da cidade brasileira de Belém. Localizado na zona sul da cidade, Canudos é o menor bairro de Belém. Os índices de criminalidade neste bairro se dão às proximidades com os bairros do Guamá e Terra Firme é um bairro de subúrbio, com forte presença de famílias de baixa renda, moradoras do entorno do canal da Gentil, embora esta última realidade esteja mudando devido ao crescimento econômico do bairro e constantes investimentos em urbanismo por parte dos governos. Em termos imobiliários, Canudos reflete a realidade de toda a cidade, apresentando elevados custos na compra e aluguel de imóveis, caracterizando-se mesmo assim por um elevado número de pequenas vilas de quartos e apartamentos para aluguel.

## Educação
O único colégio público do bairro é o Colégio Augusto Olímpio, fundado em 1945 e tem milhares de alunos em mais de 22 turmas nos três turnos, manhã, tarde e noite. No entanto na circunvizinhança do pequeno bairro existem várias escolas publicas e particulares, inclusive Universidades, faculdades e Escolas tais como: a Escola Superior de Educação Física da Universidade do Estado do Pará (UEPA), o instituto federal de ensino, a colégio Berço de Belem, o Colégio Alfa, o Colégio Adventista, a Faculdade Ipiranga, os colégios públicos Souza Franco e Augusto Meira, o Bem-Vinda de França Messias e a Universidade Federal Rural da Amazônia (UFRA), o que torna o bairro um bom lugar para morar quando se pensa em termos de qualidade e quantidade de vagas em escolas públicas e particulares além do benefício da proximidade das escolas, uma vez que o bairro é pequeno. O acesso a Universidade Federal do Pará (UFPA) é também rápido e sem complicações de trânsito para quem sai a partir do bairro. O Bairro surgiu de um terreno doado pelo Estado aos soldados que voltaram vitoriosos da Guerra de Canudos.

## Geografia
Canudos tem menos de 2 km quadrados de área total, o que seria algo em torno de 150 hectares de área pertencente ao bairro, possivelmente é um dos menores bairros do mundo pertencente a grandes cidades como é o caso de Belem. A parte alta do bairro compreende a parte mais antiga, povoada a partir do início do século XX e a parte mais baixa, urbanizada a partir do forte crescimento populacional da cidade a partir de 1970, se aproxima do Rio Tucunduba que corta o bairro. A parte alta está nos arredores de São Brás e Marco. Canudos seria comparável a um enclave urbano, parte integrante de um conjunto de bairros: São Brás, Guamá, Montese e Marco.